# Pian di Scò
Pian di Scò település Olaszországban, Toszkána régióban, Arezzo megyében.  Pian di Scò Figline Valdarno, Castelfranco di Sopra és Reggello községekkel határos.

## Népesség
A település lakossága az elmúlt években az alábbi módon változott: